# Гарячка постійного типу
Гарячка постійного типу (також Постійна гарячка, Гарячка сталого типу, англ. continuous fever, також англ. sustained fever) — тип гарячки, при якому температура тіла постійно підвищена і впродовж доби різниця між ранковою і вечірньою температурою не перевищує 1°С. Вважається, що подібне підвищення температури тіла характерне для черевного тифу, певною мірою паратифів, Ку-гарячці, гнійних менінгітів, деяких вірусних інфекцій (зокрема, грипу, енцефаліту Сент-Луїс), грибкових ураженнях як то при генералізованому кандидозі, призначення деяких лікарських засобів.
Як правило, гарячка постійного типу при багатьох бактерійних інфекційних хворобах свідчить про постійну бактеріємію.